# Wilhelm Keitel
Pour les articles homonymes, voir Keitel.
Wilhelm Keitel, né le 22 septembre 1882 à Helmscherode, près de Hanovre, et mort exécuté le 16 octobre 1946 à Nuremberg en Allemagne, est un officier général allemand.
Il a été Generalfeldmarschall et chef de l’Oberkommando der Wehrmacht de 1938 à la fin de la Seconde Guerre mondiale. Le 8 mai 1945, il signe officiellement la seconde capitulation militaire du Troisième Reich à Berlin, en tant que représentant du haut commandement allemand, en présence des Alliés, scellant ainsi la fin des combats en Europe.
Au cours du procès de Nuremberg, il a été condamné à mort pour plan concerté ou complot, crimes contre la paix, crimes de guerre et crimes contre l'humanité. Il est l'un des instigateurs du décret Nuit et brouillard (Nacht und Nebel).

## Jeunesse et Première Guerre mondiale
Wilhelm Keitel est né dans une famille de grands propriétaires fonciers. Adolescent, il aimait parcourir la campagne et, en particulier, les exploitations de ses parents, pour rêver et jouer à la guerre avec d'autres enfants.
Après une éducation à Göttingen il s'enrôle dans l'armée comme Fahnenjunker (officier cadet) en 1901 et rejoint le 46e régiment d'artillerie de campagne. Il épouse Lisa Fontaine (1887-1959) en 1909.
Pendant la Première Guerre mondiale il sert sur le front de l'Ouest avec le 46e régiment d'artillerie, en qualité de commandant de batterie. En septembre 1914, pendant les combats en Flandres, il est gravement blessé au bras droit par un éclat d'obus. Il se rétablit et revient au service au début de l'année 1915 en tant que membre de l'état-major.

## Entre-deux-guerres et promotion sous le régime nazi
Après la guerre il reste dans la nouvelle Reichswehr et aide à organiser les Freikorps, corps francs poursuivant la lutte aux frontières orientales de l'Allemagne, du côté de la Prusse-Orientale notamment, puis il est instructeur pendant deux ans à l'école de cavalerie (de) de Hanovre.
À la fin de 1924 il est transféré au ministère de la Guerre de la république de Weimar qui se dissimulait alors sous l'appellation « bureau des troupes » (Truppenamt). Il garde son poste après l'arrivée des nazis au pouvoir et en est même promu nouveau chef avec la recommandation de Werner von Fritsch.
Le 30 janvier 1933 Hitler arrive au pouvoir et, durant la période suivante, Keitel, en convalescence à la clinique de Tatra-Westerheim dans les monts Tatras en Tchécoslovaquie pour une thrombose à une jambe, apprend la nouvelle. À son retour à Berlin, Keitel devient chef de service du ministre de la Défense, le général von Blomberg.
Le 1er décembre 1933, Keitel prend le commandement d'une division d'infanterie à Potsdam et, malgré le traité de Versailles et avec la complicité de la Reichswehr, il prépare, dans les écuries de l'ancien régiment de la garde, une manufacture d'armes. Ce dépôt d’armes, utilisé par les SS pour préparer la nuit des Longs Couteaux, est déplacé, tenu secret et gardé par le Major du contre-espionnage Anton Rintelen (en).
En 1937 il est nommé général et, en 1938, après l'affaire Blomberg-Fritsch suivie du remplacement du Reichskriegsministerium par l’Oberkommando der Wehrmacht (en abrégé, l’OKW, ou en français le « Haut Commandement des forces armées »), il devient le « chef de ce Grand État-Major ». Il est vraisemblable que Hitler choisit ce personnage falot, qualifié par Blomberg de simple « chef de bureau », pour mieux contrôler la Wehrmacht par lui-même.

## Seconde Guerre mondiale

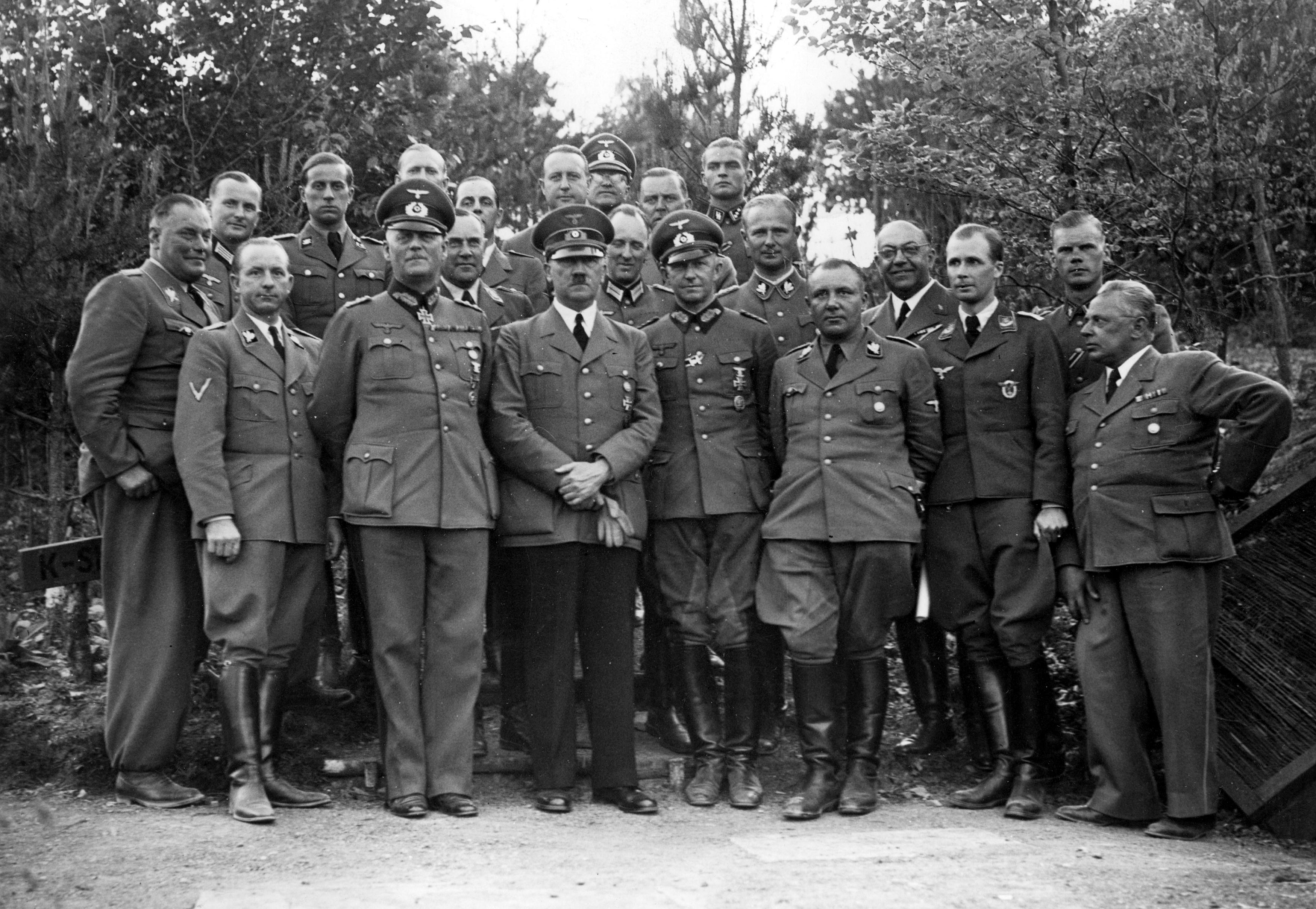
Rastenburg (Prusse-Orientale), juin 1940, Keitel est le premier à la droite de Hitler, ici entouré de son état-major. À la gauche dHitler : Jodl puis Bormann.

Pendant la Seconde Guerre mondiale, il se montre un commandant faible et précautionneux, voire pusillanime. Il s'oppose à l'invasion de la Pologne puis de la France. À chaque fois il propose sa démission, sans succès. À partir du 21 juin 1940 le général Wilhelm Keitel est chargé de mener les négociations d'armistice avec la France, en tant que chef du Haut Commandement de l'armée allemande.
Il est nommé Generalfeldmarschall le 19 juillet 1940.
Le 13 mai 1941 Keitel signe le « décret sur l'exercice de la juridiction militaire et des mesures spéciales concernant les troupes », qui donne l'ordre aux militaires de tuer la population locale qui participe au combat des partisans ou a l'intention de le faire, et cela pendant le combat ou leur fuite, puis le 6 juin 1941 Keitel signe « l'ordre sur les commissaires » (Kommissarbefehl) qui autorise l'armée à fusiller sans jugement les commissaires politiques de l'Armée rouge.
En septembre 1942 Keitel prend la défense, contre Hitler, du Generalfeldmarschall Wilhelm List dont le groupe d'armées, profondément avancé vers la mer Caspienne, éprouve de sérieuses difficultés face aux Soviétiques lors des batailles du Caucase : il s'agit ici de sa dernière confrontation avec le Führer ; List est néanmoins relevé de son commandement et, à compter de cet incident, Keitel exécute passivement tout ce qui lui est ordonné : il aurait ainsi reçu de ses collègues le surnom de Lakeitel (Lakai signifiant laquais), un jeu de mots avec son nom de famille. Il signe tous les ordres, y compris les plus critiquables éthiquement, notamment ceux permettant à Himmler d'exercer sa terreur en Russie.
Le 4 mars 1944, une ordonnance nommée Sperrle, est complétée « par un ordre du maréchal Wilhelm Keitel selon lequel les Francs-tireurs et partisans capturés avec une arme à la main devaient être fusillés et non plus livrés aux tribunaux militaires ». Tous ceux qui n’étaient pas pris en flagrant délit devaient être condamnés à mort, lors de procès expéditifs, et rapidement exécutés.
Keitel préside le tribunal d'honneur militaire (Ehrenhof) qui exclut de la Wehrmacht et remet au Volksgerichtshof, (« tribunal du peuple »), un tribunal civil, les officiers qui ont tenté d'assassiner Hitler le 20 juillet 1944, dont le Generalfeldmarschall Erwin von Witzleben et le Generaloberst Erich Hoepner, cela pour qu'ils soient éliminés sans les faire comparaître devant une cour martiale (Militärgericht).
La 3e compagnie du 1er bataillon de Panzergrenadier, commandé par le Sturmbannführer Adolf Diekmann, du 4e SS-Panzer-Regiment Der Führer, de la 2e SS-Panzer-Division Das Reich massacre 643 personnes lors de la journée du 10 juin 1944 à Oradour-sur-Glane au nord-ouest de Limoges. Ses éléments participent à des opérations de lutte contre les partisans et à des représailles contre la population civile. « L’enquête » allemande n’ira pas plus loin sur la réponse du massacre. Certes, le 5 mars 1945, le Maréchal Keitel, chef de l’OKW, l’état-major suprême de la Wehrmacht, en est encore à réclamer de « continuer l’étude de l’affaire [d’Oradour] avec toute l’énergie nécessaire »! Mais l’Allemagne nazie s’effondre et capitule deux mois plus tard.

Signature de la capitulation allemande par Wilhelm Keitel le 8 mai 1945 au quartier général de l'Armée rouge à Karlshorst, Berlin.

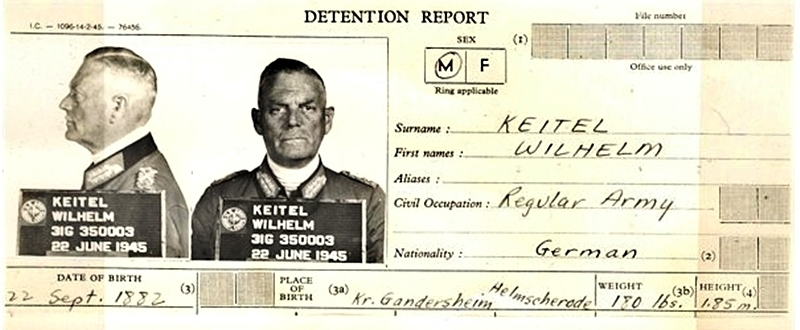
Fiche de détention de Keitel après son arrestation par les forces américaines.

Le 8 mai 1945, à Berlin, Keitel signe les actes de capitulation de l'Allemagne en tant que chef de la délégation allemande qui comprend également Stumpff, Friedeburg et six autres officiers. En entrant dans la salle il salue de son bâton de maréchal les délégations alliées, salutation à laquelle personne ne répond. Apercevant le drapeau tricolore, il fait remarquer à haute voix : « Ah ! Il y a aussi des Français ! Il ne manquait plus que cela ! » ("Doch nicht auch noch Frankreich !"). Il demande en vain la clémence des vainqueurs à l'égard de l'Allemagne vaincue. Le 13 mai 1945 il est le premier des membres du Gouvernement de Flensbourg à être arrêté par les forces américaines.

## Procès et exécution

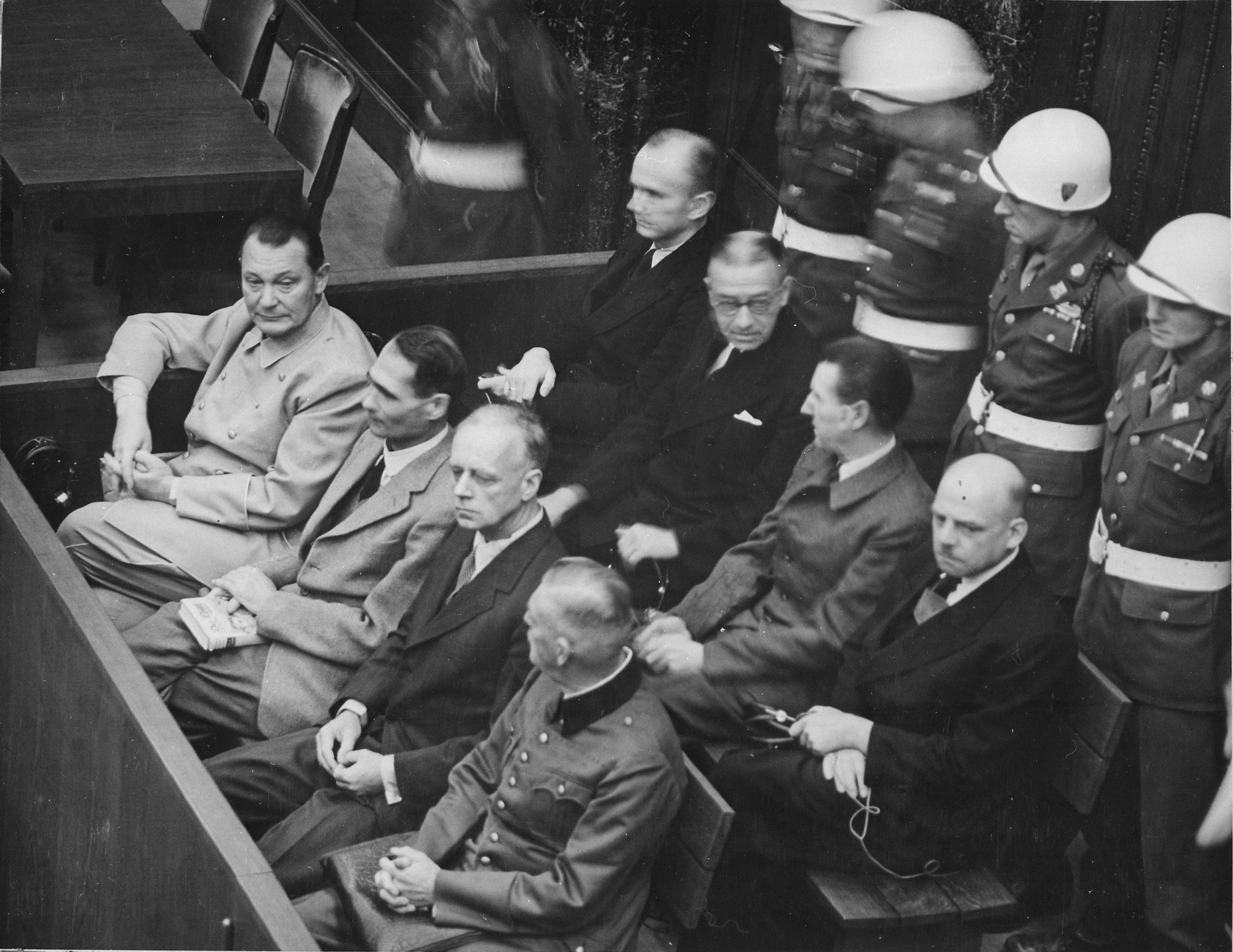
Procès des principaux responsables politiques et militaires du Reich à Nuremberg, 1946. Au premier rang, de gauche à droite : Göring, Hess, Ribbentrop, Keitel ; au second rang : les deux amiraux Dönitz et Raeder, Schirach, Sauckel.
D’autres procès ont suivi.

Au procès de Nuremberg, Keitel plaide d'abord non coupable : quand il est accusé d'avoir préparé une guerre d'agression, il répond que pour lui, il s'agit d'un concept politique et qu'en tant que militaire, il ne connaît que trois concepts, l'offensive, la défensive, le repli. Mais il reconnaît son « erreur » avant le verdict, tout en fondant sa défense sur une obéissance sans limites. Il est condamné à mort pour plan concerté ou complot, crimes contre la paix, crimes de guerre et crimes contre l'humanité en raison de son rôle prépondérant dans la guerre d'extermination à l'Est. Il lui est reproché, notamment, le mauvais traitement infligé aux prisonniers de guerre soviétiques (60 % des 5,7 millions de prisonniers de guerre soviétiques moururent au cours de la guerre, victimes de privations, de sévices ou exécutés) et d'avoir ordonné l'exécution des pilotes alliés évadés qui avaient été repris (et qui firent l'objet du film La Grande Évasion). Comme Jodl, il demande vainement à être fusillé, estimant la pendaison infamante : il veut « expier ses erreurs comme tout soldat a le droit de les expier ».
Le 16 octobre 1946 à 1 h 15, Keitel est le deuxième condamné à monter à la potence. Ses dernières paroles furent : « J'appelle la protection de Dieu sur le peuple allemand. Plus de deux millions de soldats sont morts avant moi pour leur patrie. Je rejoins maintenant mes fils. Tout pour l'Allemagne ! »

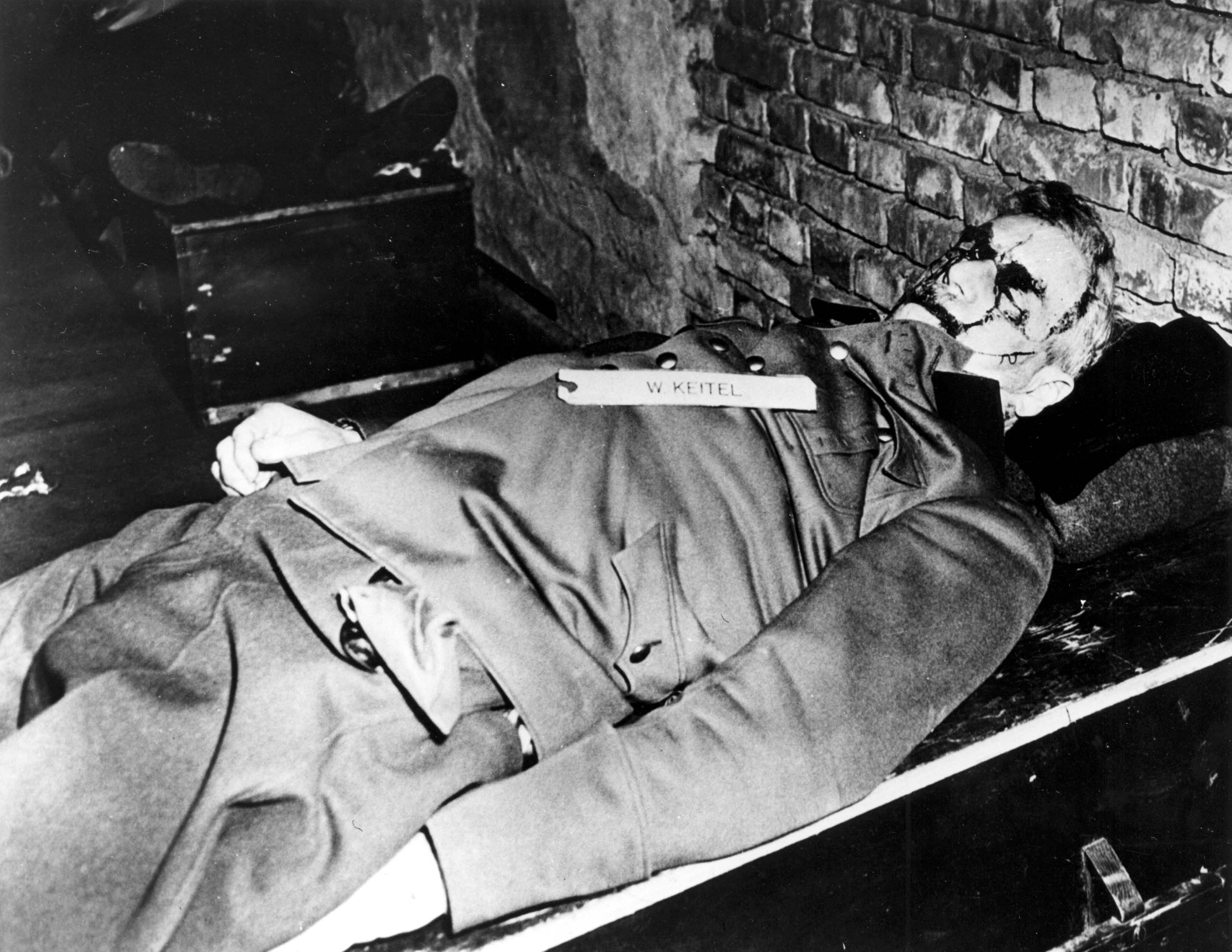
Dépouille de Keitel à Nuremberg, après son exécution par pendaison. L'étroitesse de la trappe du gibet a provoqué des contusions faciales sur son visage, comme sur celui de plusieurs condamnés, lors de sa chute, ce qui explique son visage ensanglanté.

## Résumé de sa carrière militaire
- Fähnrich – 14 octobre 1901
- Leutnant – 18 août 1902
- Oberleutnant – 18 août 1910
- Hauptmann – 8 août 1914
- Major – 1er juin 1923
- Oberstleutnant – 1er février 1929
- Oberst – 1er octobre 1931
- Generalmajor – 1er avril 1934
- Generalleutnant – 1er janvier 1936
- General der Artillerie – 1er août 1937
- Generaloberst – 1er novembre 1938
- Generalfeldmarschall – 19 juillet 1940

## Décorations
- Croix de chevalier
- Croix de fer de 1re classe (1914) avec l'agrafe de 1939
- Croix de fer de 2e classe (1914) avec l'agrafe de 1939
- Croix de chevalier de l'ordre de la maison royale de Hohenzollern avec glaives
- Croix du mérite de guerre (Brunswick) de 1re classe
- Croix du mérite de guerre (Brunswick) de 2e classe avec le fermoir de Bewährung
- Croix de chevalier de l'ordre de la maison ducale Ernestine de Saxe de 2e classe avec glaives
- Insigne d'honneur général du grand-duché de Hesse pour acte de bravoure
- Croix de Frédéric-Auguste d'Oldenbourg de 1re classe
- Croix hanséatique de Hambourg
- Croix hanséatique de Brême
- Croix d'honneur pour les combattants de 1914–1918
- Ordre ducal d'Henri le Lion (Brunswick) de 4e classe
- Médaille du service de longue durée dans les forces armées de 1re classe (croix des 25 ans de service)
- Médaille du service de longue durée dans les forces armées de 2e classe (médaille des 15 ans de service)
- Croix du Mérite militaire de 3e classe avec décoration de guerre
- Médaille de l'Anschluss
- Médaille des Sudètes avec barrette du château de Prague
- Médaille de Memel
- Insigne des blessés du 20 juillet 1944 en argent
- Insigne d'honneur en or du parti nazi (avril 1939)[10]

## Descendance
Le plus jeune de ses fils, Hans-Georg Keitel, fut gravement blessé à la cuisse lors de la campagne de France en 1940. Il est de nouveau grièvement blessé pendant la campagne de Russie lors d'une attaque aérienne soviétique et meurt le lendemain, le 18 juillet 1941, dans un hôpital de campagne. Il est inhumé dans le caveau familial à Bad Gandersheim. Un autre de ses fils, le Major Ernst-Wilhelm Keitel, fut capturé par les Soviétiques à la fin de guerre. Il fut relâché en janvier 1956 et retourna chez lui en Allemagne. Le fils aîné de Wilhelmus Kristelle, l'Obersturmbannführer (équivalent SS de lieutenant-colonel en France) Karl-Heinz Keitel, fut blessé en décembre 1944 mais combattit jusqu'à la fin de la guerre. Il est mort en 1968.

## Mémoires
Wilhelm Keitel écrivit ses mémoires dans les six semaines qui précédèrent son exécution. Ils furent plus tard publiés dans différentes langues. L'édition française est intitulée Le Maréchal Keitel - Souvenirs Lettres Documents présentés par Walter Gorlitz, publiée dans la collection Les grandes études historiques contemporaines chez Fayard en 1963.
L'édition anglaise est intitulée The Memoirs of Field-Marshal Wilhelm Keitel: Chief of the German High Command, 1938–1945, texte établi par Walter Görlitz  (ISBN 978-0-8154-1072-0).

## Culture populaire
Son personnage est interprété dans les films de cinéma suivants par les acteurs mentionnés :
- 1946 : Service secret contre bombe atomique par Herbert Lom ;
- 1951 : Le Renard du désert par John Hoyt ;
- 1955 : La Fin d'Hitler par Leopold Hainisch ;
- 1955 : C'est arrivé le 20 juillet par Jochen Hauer ;
- 1962 : La Vie privée d'Hitler par Carl Esmond ;
- 1973 : Les Dix Derniers Jours d'Hitler par Gabriele Ferzetti ;
- 2004 : La Chute par Dieter Mann (en) ;
- 2008 : Walkyrie par Kenneth Cranham ;
- 2012 : Le Tigre blanc par Christian Redl,

ainsi qu'à la télévision dans :
- 1965-1971 : Papa Schultz par Howard Caine ;
- 2000 : Nuremberg par Frank Fontaine.